# Kasteel van Laval

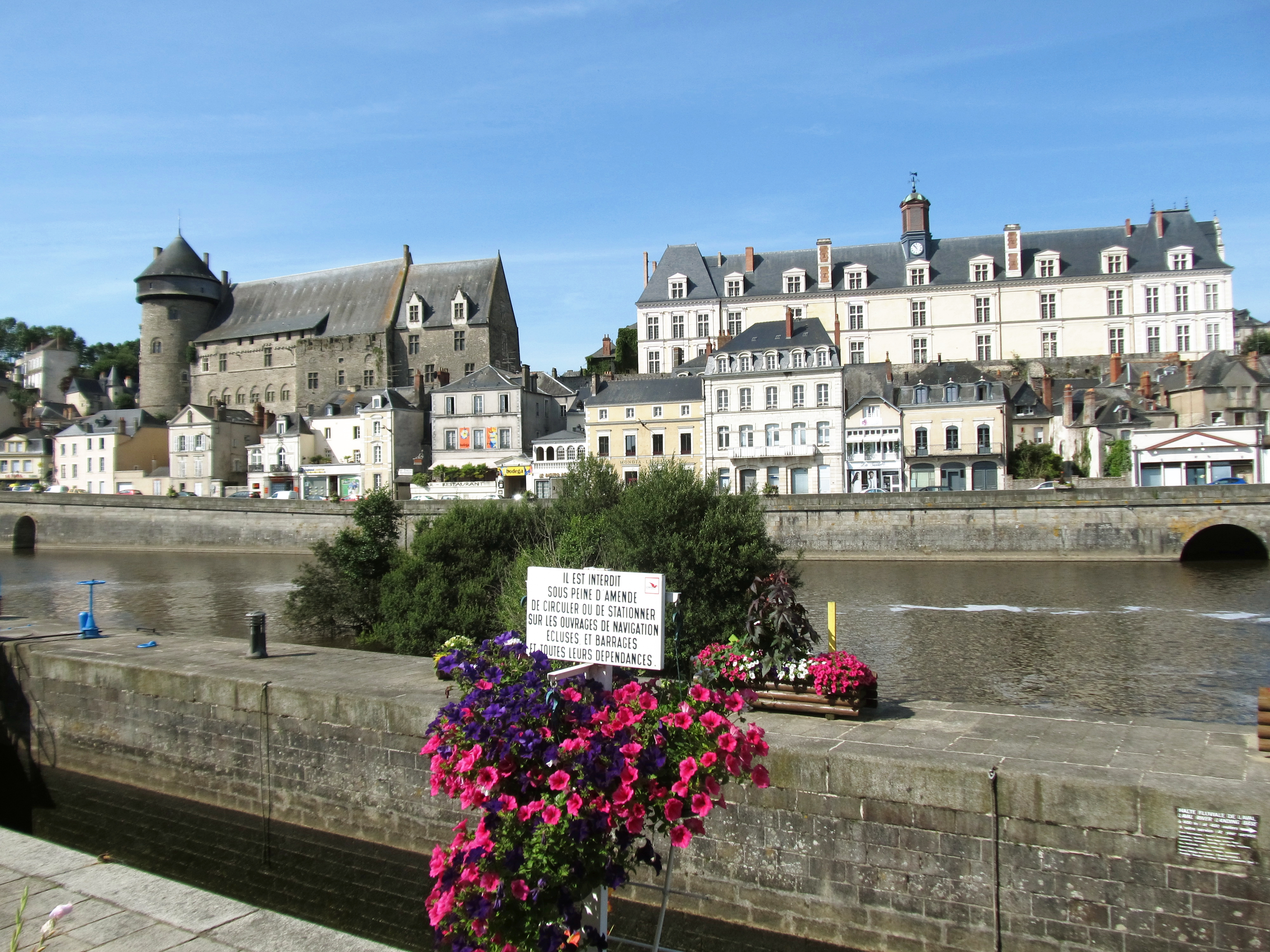
Het oude kasteel links en het nieuwe kasteel rechts, gezien vanaf de Mayenne

Overzicht van de bouwfases van het kasteel

Het kasteel van Laval is een kasteel in Laval, Pays de la Loire, Frankrijk. Het bestaat uit twee delen: het oude kasteel (Vieux-Château), een middeleeuwse burcht, en het nieuwe kasteel (Château-Neuf), een renaissancekasteel. Het kasteel was de residentie van de heren, later graven van Laval. Na de Franse Revolutie werd het nieuwe kasteel gebruikt als gerechtsgebouw en het oude kasteel als gevangenis en vanaf de 20e eeuw als museum.

## Geschiedenis
Rond 1020 richtte Guy de Dénéré een houten mottekasteel op nabij een oversteekplaats over de Mayenne. Het kasteel was strategisch gelegen op een kalkstenen heuvel boven de rivier. Dit houten kasteel werd onder Mathieu II de Montmorency vervangen door een stenen kasteel bestaande uit een muur met halfronde torens. Op het zuidelijke uiteinde stond een cilindervormige donjon van 34 m hoog, omgeven door een gracht. In het midden van de 12e eeuw werd in het oostelijk gedeelte een vierkanten toren gebouwd met daarin een romaanse kapel.
Aan het begin van de 16e eeuw liet graaf Guy XVI van Laval grote ramen in renaissancestijl aanbrengen in de zijde van het kasteel dat uitgeeft op de binnenkoer. In het midden van de 16e eeuw werd door zijn opvolger Guy XVII aan de noordelijke zijde voor het oude kasteel een nieuwe vleugel met twee verdiepingen in renaissancestijl gebouwd, het nieuwe kasteel.
Na de Franse Revolutie werd het oude kasteel gebruikt als gevangenis en het nieuwe kasteel als gerechtsgebouw. Het nieuwe kasteel werd verbouwd in het midden van de 19e eeuw. Architect Pierre-Aimé Renous voegde ook een zijvleugel toe in neorenaissancestijl. Hiervoor werd de Tour de l'Horloge van het oude kasteel afgebroken. Vanaf 1911 werd begonnen met de restauratie van het oude kasteel, dat niet meer werd gebruikt als gevangenis en in slechte staat was. Tijdens deze restauratie werd een middeleeuws bijgebouw vervangen door een torentje waarin een trap werd geplaatst afkomstig van de Abdij van Clairmont. In 1921 werd een archeologisch museum geopend in het oude kasteel. In 1967 opende het museum voor naïeve kunst met werk van onder meer Henri Rousseau.

## Afbeeldingen

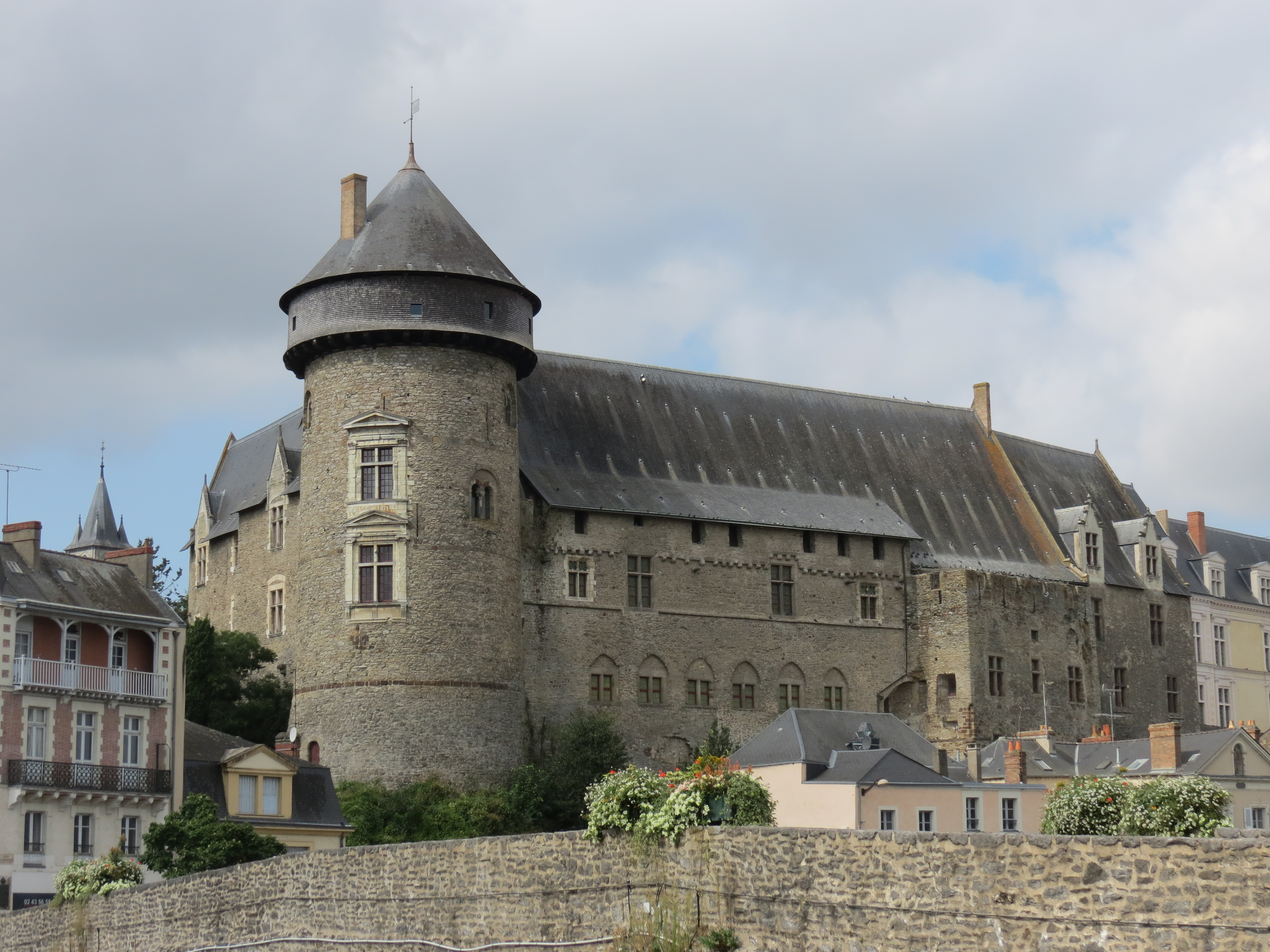
Het oude kasteel met de donjon, buitenzijde
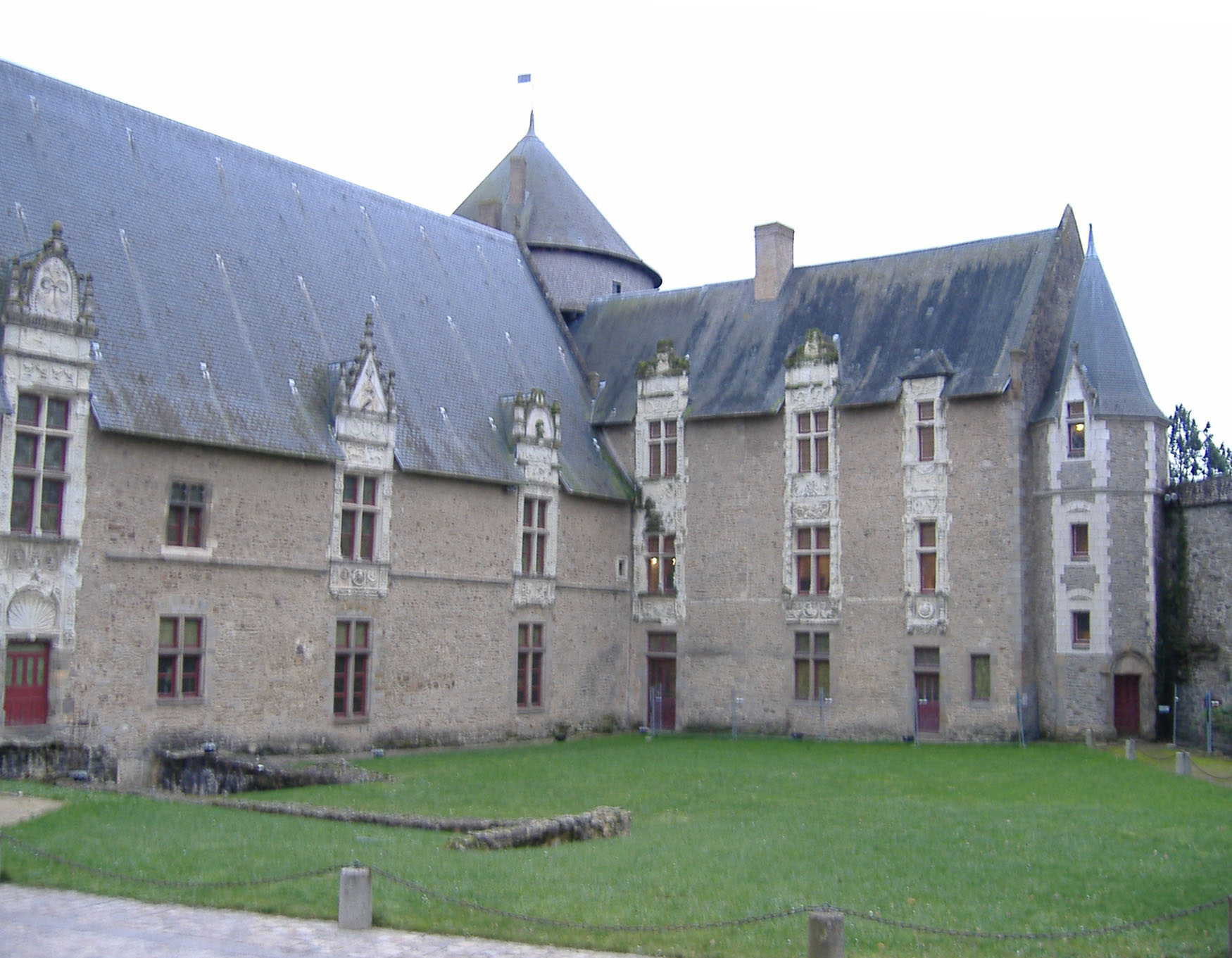
Het oude kasteel, binnenzijde
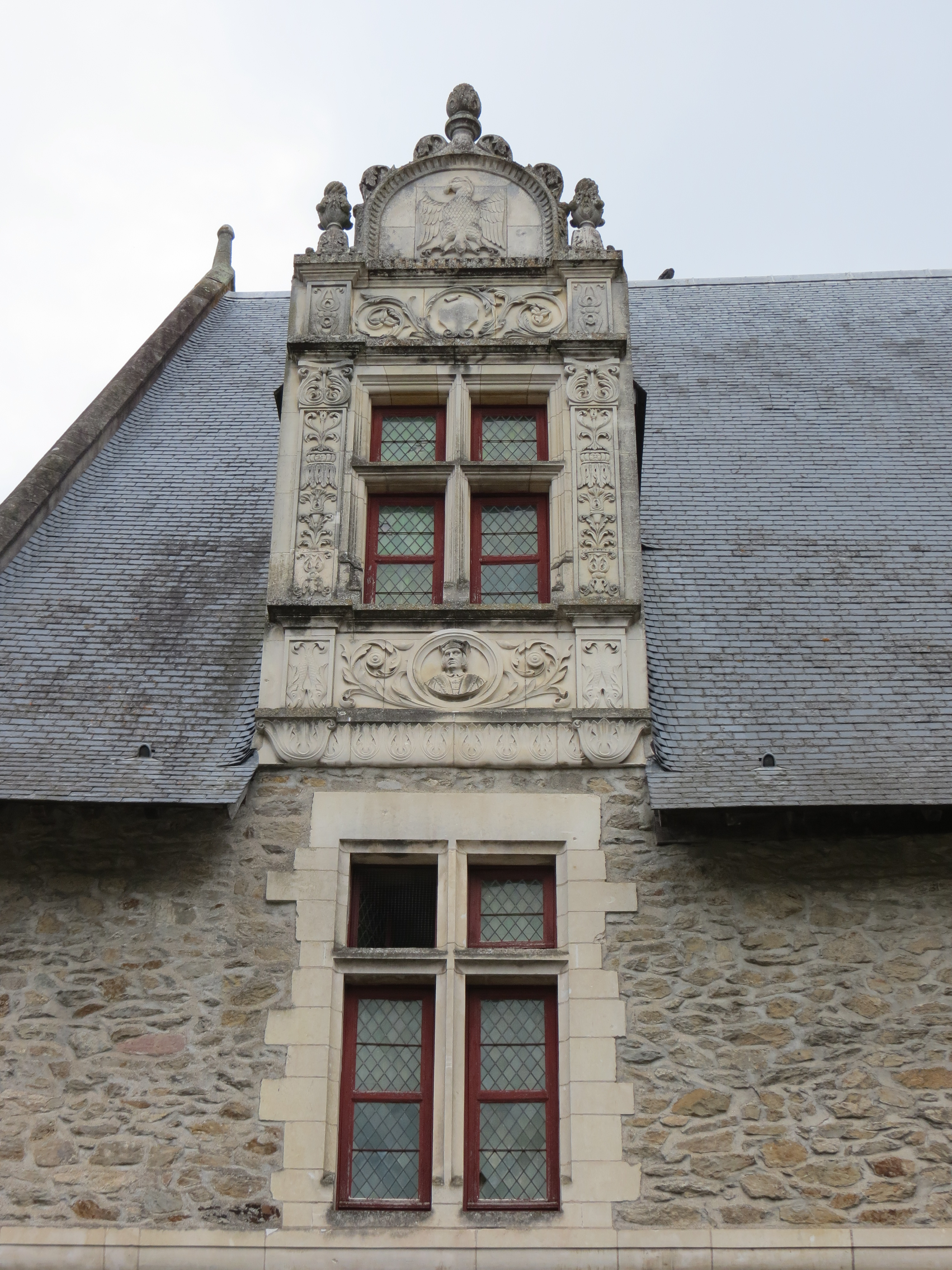
Renaissanceraam in het oude kasteel
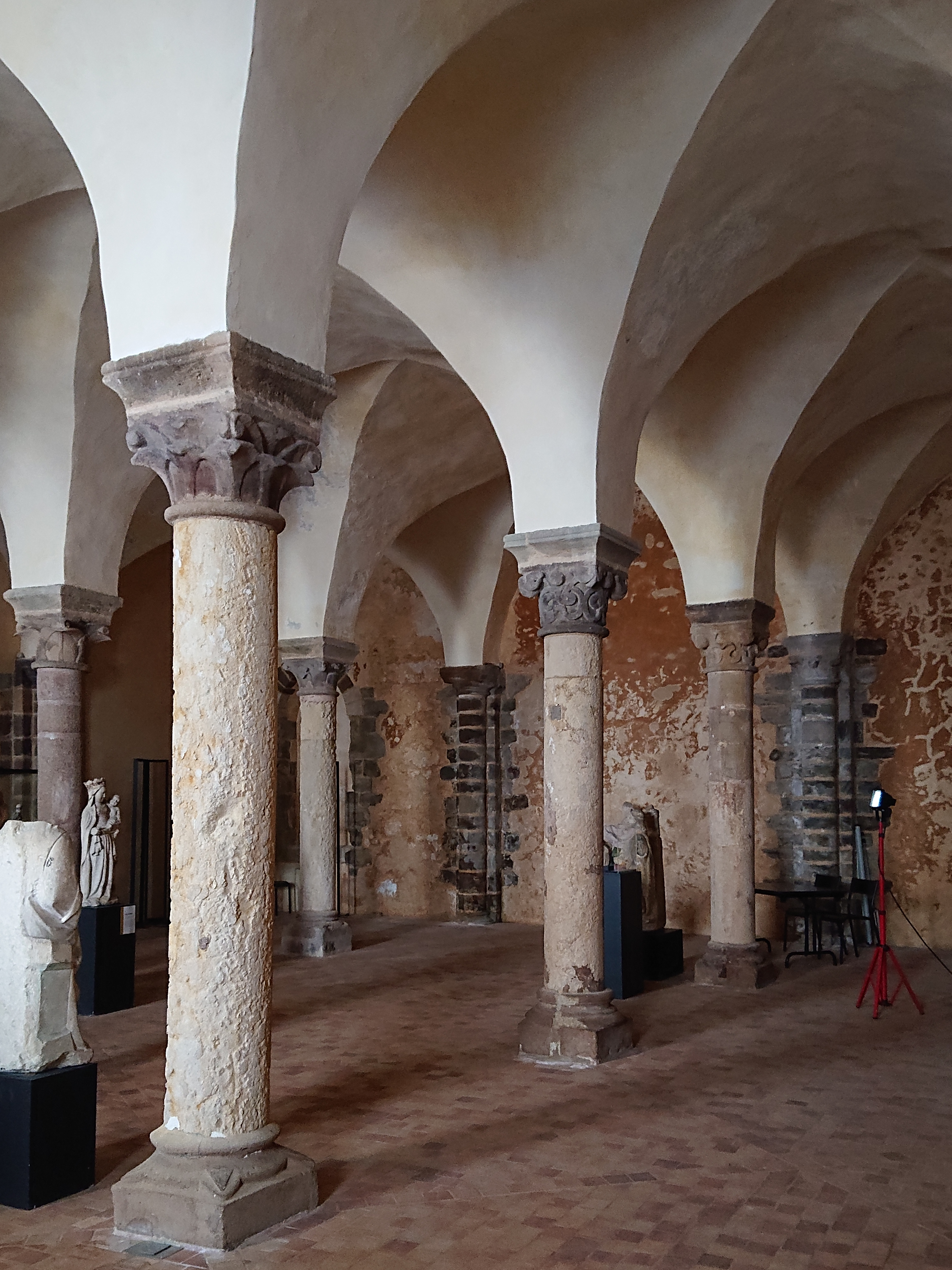
Kapel
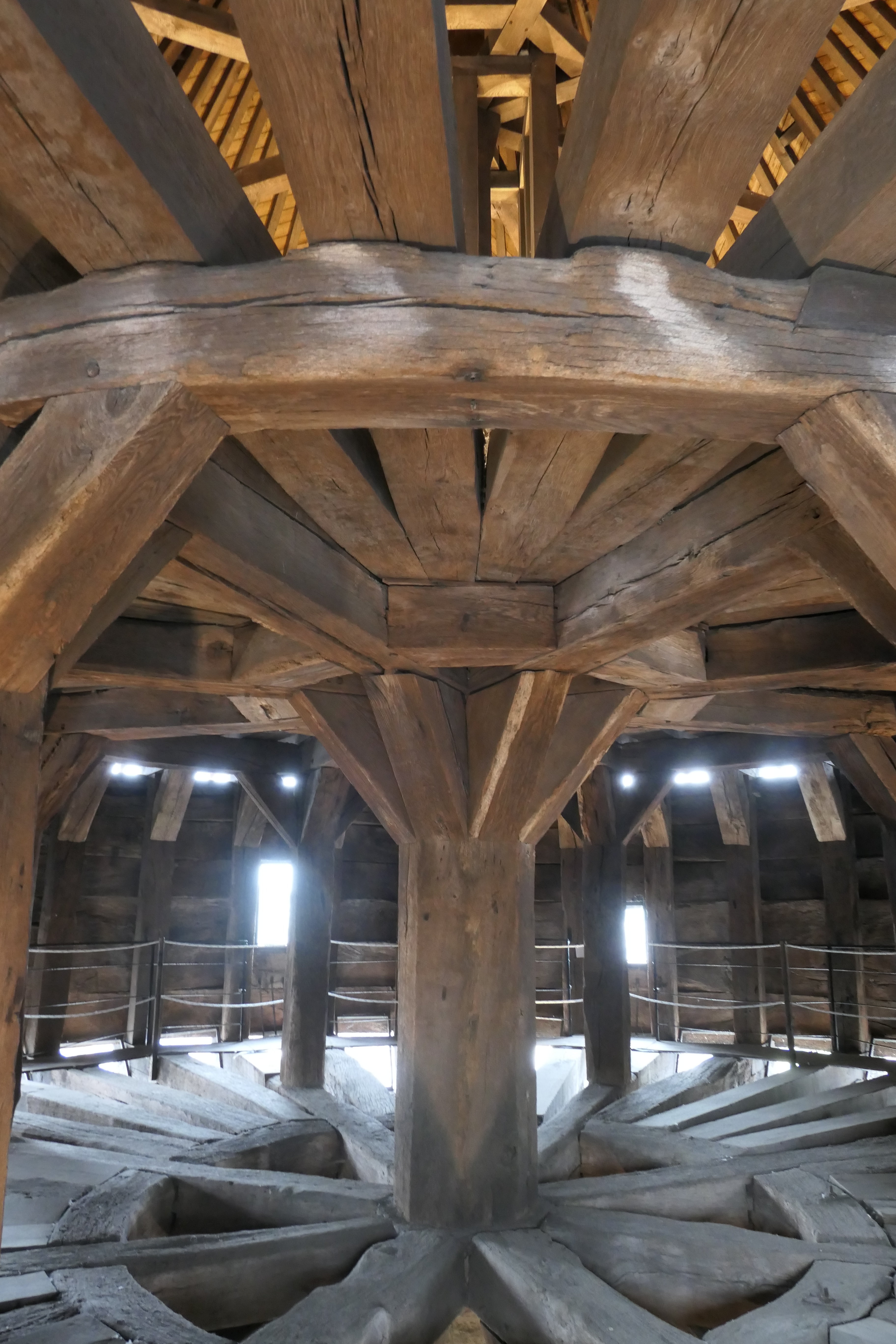
Dakgebinte van de donjon
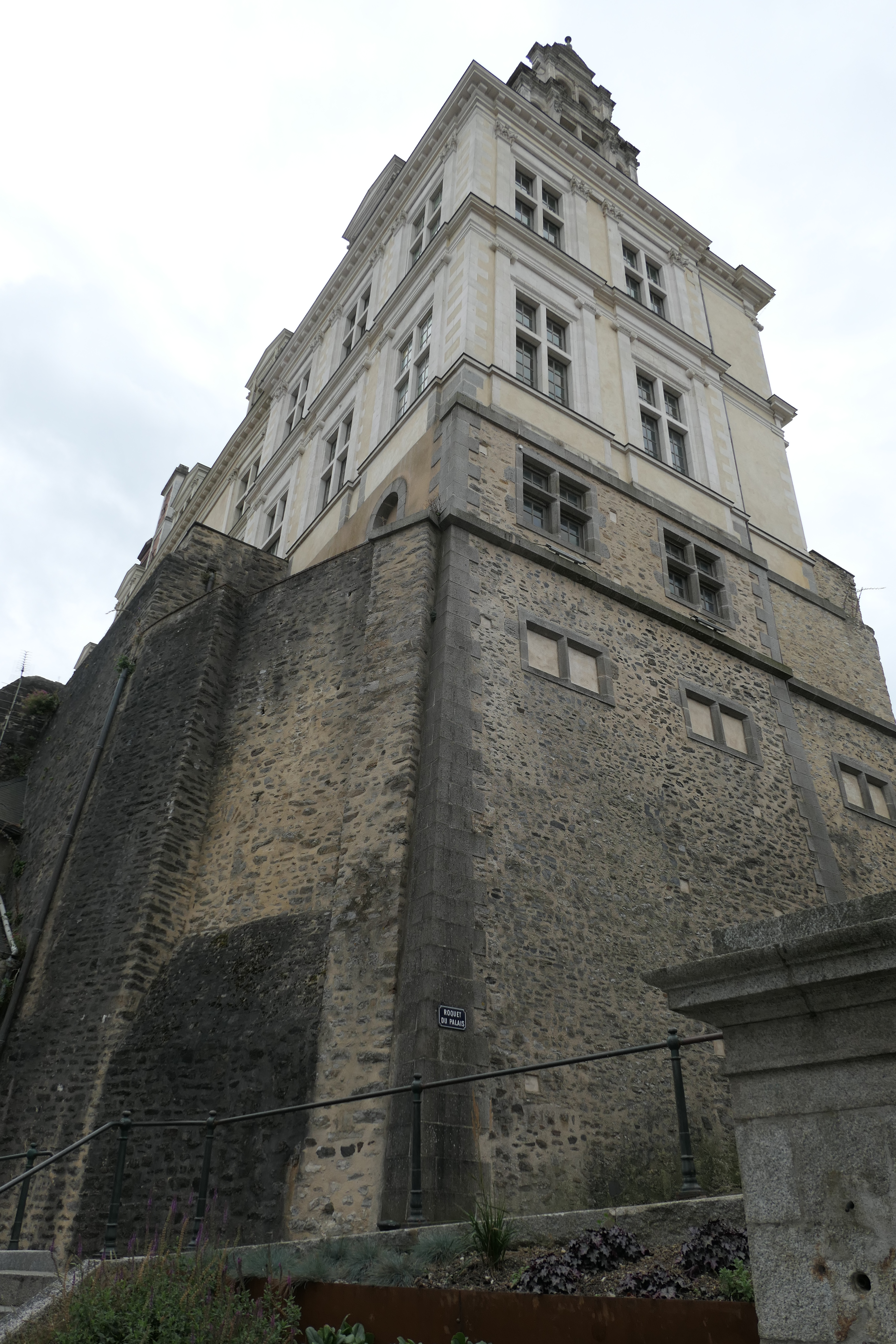
Het nieuwe kasteel, buitenzijde
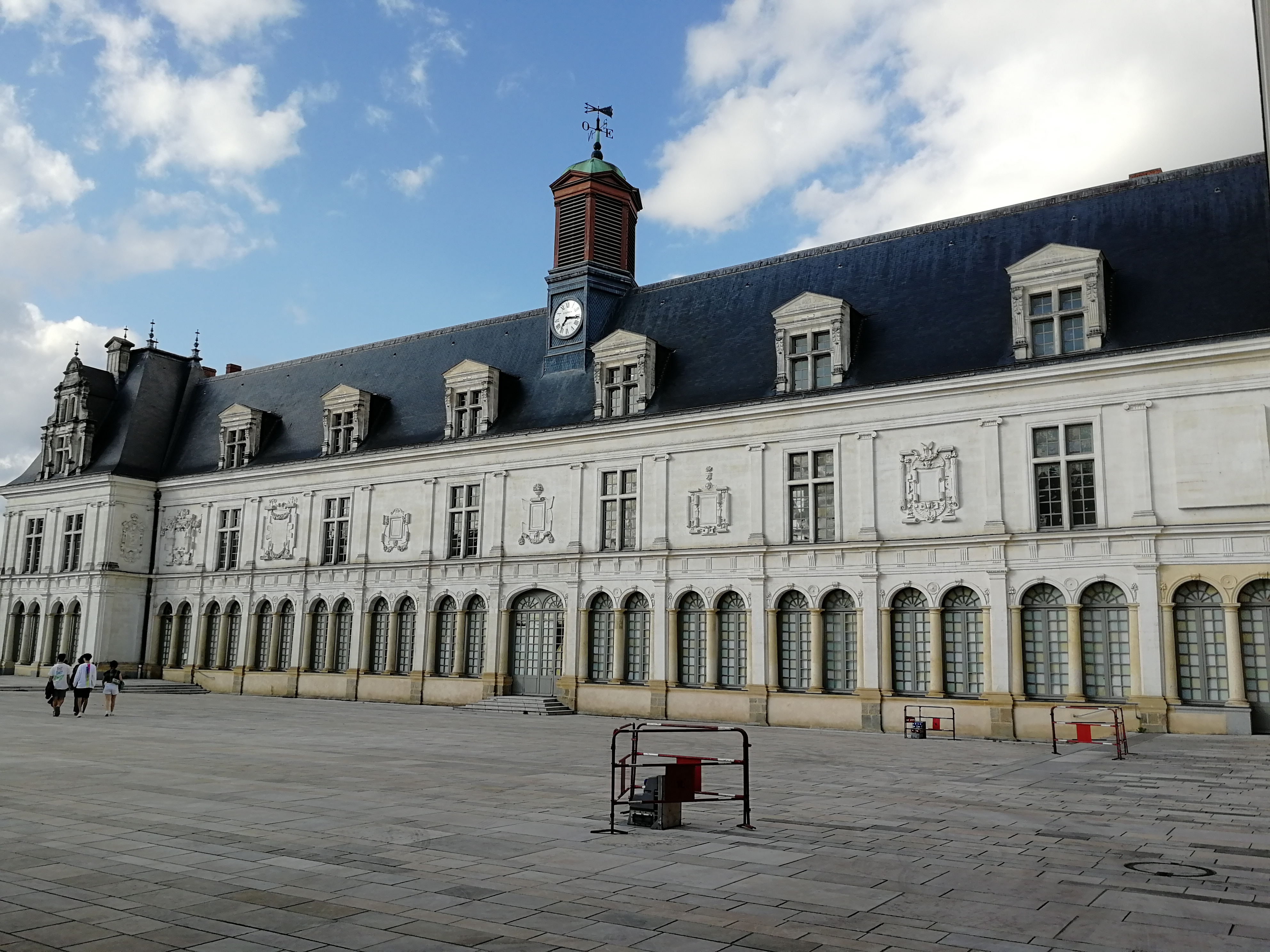
Het nieuwe kasteel, binnenzijde